# Štefan Zagrebec
Štefan Zagrebec (znaći Stjepan Zagrepčanin, lat.: P. Stephanus Zagrabiensis), rođen kao Matija Marković (Matthias Markovich) (Zagreb, o. 1669. – Zagreb, 15. veljače 1742.) hrvatski je književnik, kapucinski redovnik i propovjednik, autor kajkavske barokne književnosti.

## Životopis
Fratar Nikola Stanko Novak je zabilježio nekoliko o njegovim životopisnim podacima, također i njegovo pravo ime, koje je dobio na krštenju. Stupio je u red 1688. godine. Nakon novicijata u talijanskoj Gorici je 1. travnja 1689. položio redovničke zavjete. Služio je u kapucinskoj provinciji u Štajerskoj, kojoj su pripadala i zagrebački kapucini.
1692. godine je primio svećenički red. Proveo je upravo u Zagrebu nek propovjednik i gvardijan u godinama 1719., 1721., 1725. i 1727. Obnašao je i gvardijansku službu u Varaždinu u godinima 1718. i 1728.-1730.

## Djelo
Bio je općepoznat propovjednik i autor vjerskih knjiga na kajkavskom jeziku. Njegovo je najveće djelo zbirka propovjedi Hrana duhovna (Pabulum spirituale), koja sadrži nedjeljne, svetačke, blagdanske i korizmene propovjedi. Zbirke su bile objavljene od 1715. do 1734. u pet knjigama. Napisao je i kajkavski molitvenik Zadnia volya (1723.)
U svojim djelima je kajkavski jezik malo prožet čakavskim jezičnim obilježjima.

## Vanjske poveznice
- Zadnia volya aliti protestaczia duhouna
  - Izdanje iz 1723., digitalna.nsk.hr
  - Izdanje iz 1724., digitalna.nsk.hr
- Hrana duhovna ovchicz kerschanszkeh
  - Perva sztran (1715.), digitale-sammlungen.de
  - Druga sztran (1718.), digitale-sammlungen.de
  - Tretia sztran (1723.), digitale-sammlungen.de
  - Ztran cheterta (1727.), digitale-sammlungen.de
  - Ztran peta, naizadnia (1734.), digitale-sammlungen.de
- Zagrebec, Štefan (Enciklopedija – Leksikografski Zavod Miroslav Krleža)